# Ятапа-стернохвіст
Ята́па-стернохві́ст (Gubernetes yetapa) — вид горобцеподібних птахів родини тиранових (Tyrannidae). Мешкає в Південній Америці. Це єдиний представник монотипового роду Ятапа-стернохвіст (Gubernetes).

## Опис
Довжина птаха становить 40 см, з яких на довгий, чорний, роздвоєний хвіст припадає 20 см. Верхня частина тіла попелясто-сіра, нижня частина тіла сірувата, щоки і воло каштанові, горло біле. Крила чорні з широкими рудуватими смугами.

## Поширення і екологія
Ятапи-стернохвости мешкають в центральній і південній Бразилії, на північному сході і північному заході Болівії, на сході Парагваю і на північному сході Аргентини. В 2007 році птах спостерігався в Уругваї. Вони живуть на болотах і заплавних луках, на висоті до 1200 м над рівнем моря.

## Таксономія і систематика
Молекулярно-генетичне дослідження, проведене Телло та іншими в 2009 році дозволило дослідникам краще зрозуміти філогенію родини тиранових. Згідно із запропонованою ними класифікацією, рід Ятапа-стернохвіст (Gubernetes) належить до родини тиранових (Tyrannidae), підродини Віюдитиних (Fluvicolinae) і триби Fluvicolini. До цієї триби систематики відносять також роди Курета (Myiophobus), Патагонський пітайо (Colorhamphus), Тиранчик-короткодзьоб (Sublegatus), Вогнистий москверо (Pyrocephalus), Пітайо (Ochthoeca), Білоголова віюдита (Arundinicola), Віюдита (Fluvicola), Ятапа (Alectrurus) і Тиран-ножицехвіст (Muscipipra).